# Stadler GTW 2/8
Il GTW 2/8 è un modello di automotrice articolata (in tedesco, Gelenktriebwagen) ferroviaria leggera prodotta dalla svizzera Stadler Rail e che è stata studiata per essere impiegata nel trasporto locale. Appartiene alla famiglia delle automotrici articolate GTW ed è prodotto in due versioni: quella a trazione elettrica (EMU) e quella diesel (DMU).

## Storia
Il modello GTW 2/8 è stato concepito agli inizi del XXI secolo riprendendo il progetto dell'automotrice articolata GTW 2/6.

### Versioni
| Gruppo                          | Immagine | Società                    | Anno      | Quantità | Scartamento | Trazione  |
| ------------------------------- | -------- | -------------------------- | --------- | -------- | ----------- | --------- |
| RABe 520                        |          | Ferrovie Federali Svizzere | 2002      | 17       | 1435 mm     | elettrica |
| RABe 526 280–286                |          | Regionalverkehr Mittelland | 2004      | 7        | 1435 mm     | elettrica |
| RABe 526 752–790                |          | THURBO                     | 2005      | 39       | 1435 mm     | elettrica |
| 10301–10327                     |          | Arriva                     | 2006–2007 | 27       | 1435 mm     | diesel    |
| 7351-7360 (DMU) 7651-7653 (EMU) |          | Veolia                     | 2007–2008 | 13       | 1435 mm     | diesel    |
| 5063 001-013                    |          | Graz-Köflacher-Bahn        | 2010–2011 | 13       | 1435 mm     | diesel    |

## Tecnica
Il convoglio del GTW 2/8 è composto da quattro moduli: tre semicasse, destinate al trasporto viaggiatori, e un modulo posto tra due semicasse, denominato powerpack o drive container, contenente l'equipaggio motore. Quest'ultimo modulo funziona anche come appoggio per le altre tre semicasse ed è munito di un corridoio al centro, largo 80 cm, che permette ai viaggiatori di transitare tra le stesse.
Il GTW 2/8 è così denominato perché ha due assi motore su otto complessivi.